# Liste der Baudenkmäler im Kreis Euskirchen

Kreis Euskirchen

Die Liste der Baudenkmäler im Kreis Euskirchen umfasst:
- Liste der Baudenkmäler in Bad Münstereifel
- Liste der Baudenkmäler in Blankenheim (Ahr)
- Liste der Baudenkmäler in Dahlem (Nordeifel)
- Liste der Baudenkmäler in Euskirchen
- Liste der Baudenkmäler in Hellenthal
- Liste der Baudenkmäler in Kall
- Liste der Baudenkmäler in Mechernich
- Liste der Baudenkmäler in Nettersheim
- Liste der Baudenkmäler in Schleiden
- Liste der Baudenkmäler in Weilerswist
- Liste der Baudenkmäler in Zülpich

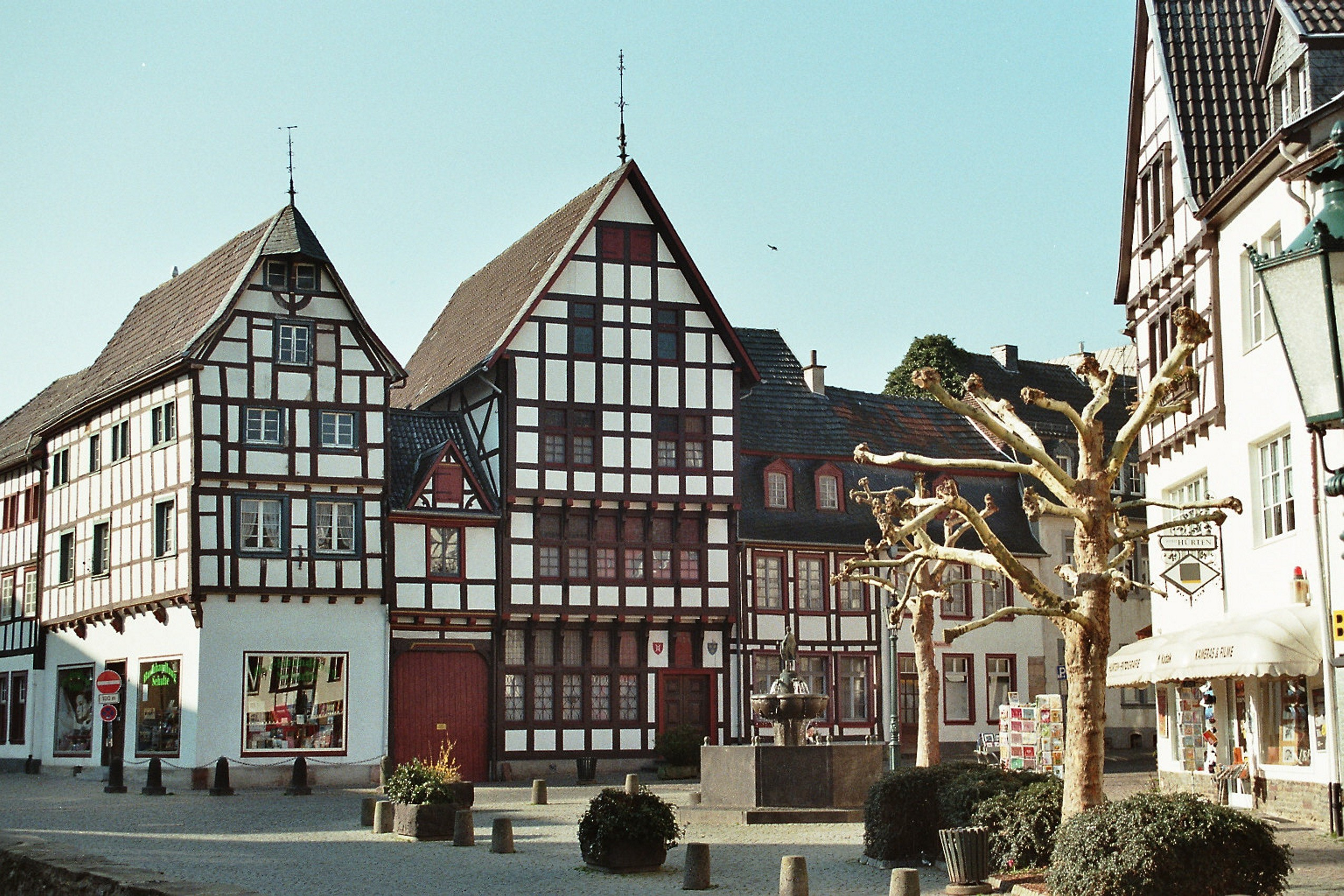
Fachwerkhäuser am Markt (Bad Münstereifel)
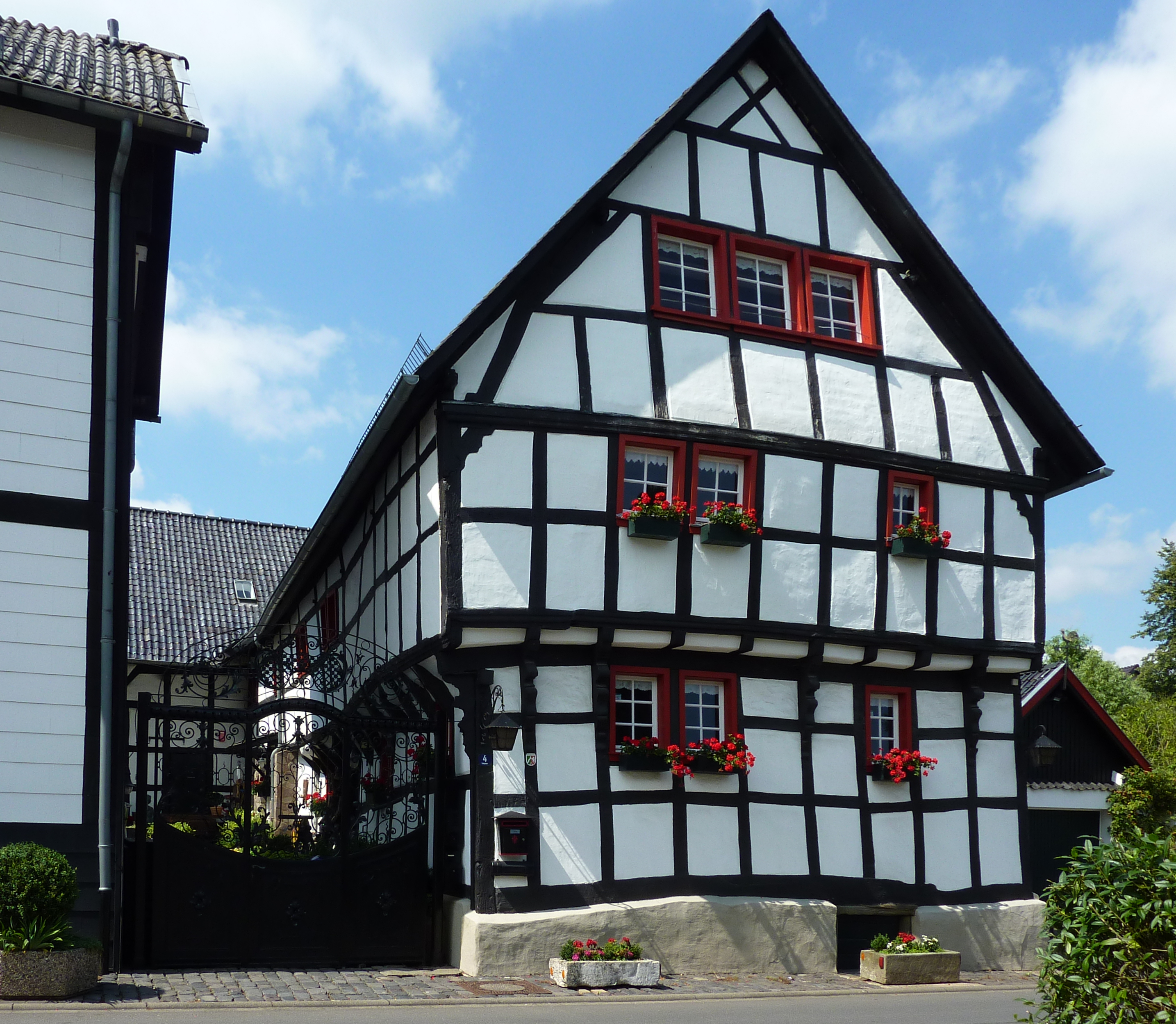
Fachwerk-Winkelhof in Mülheim (Blankenheim (Ahr))
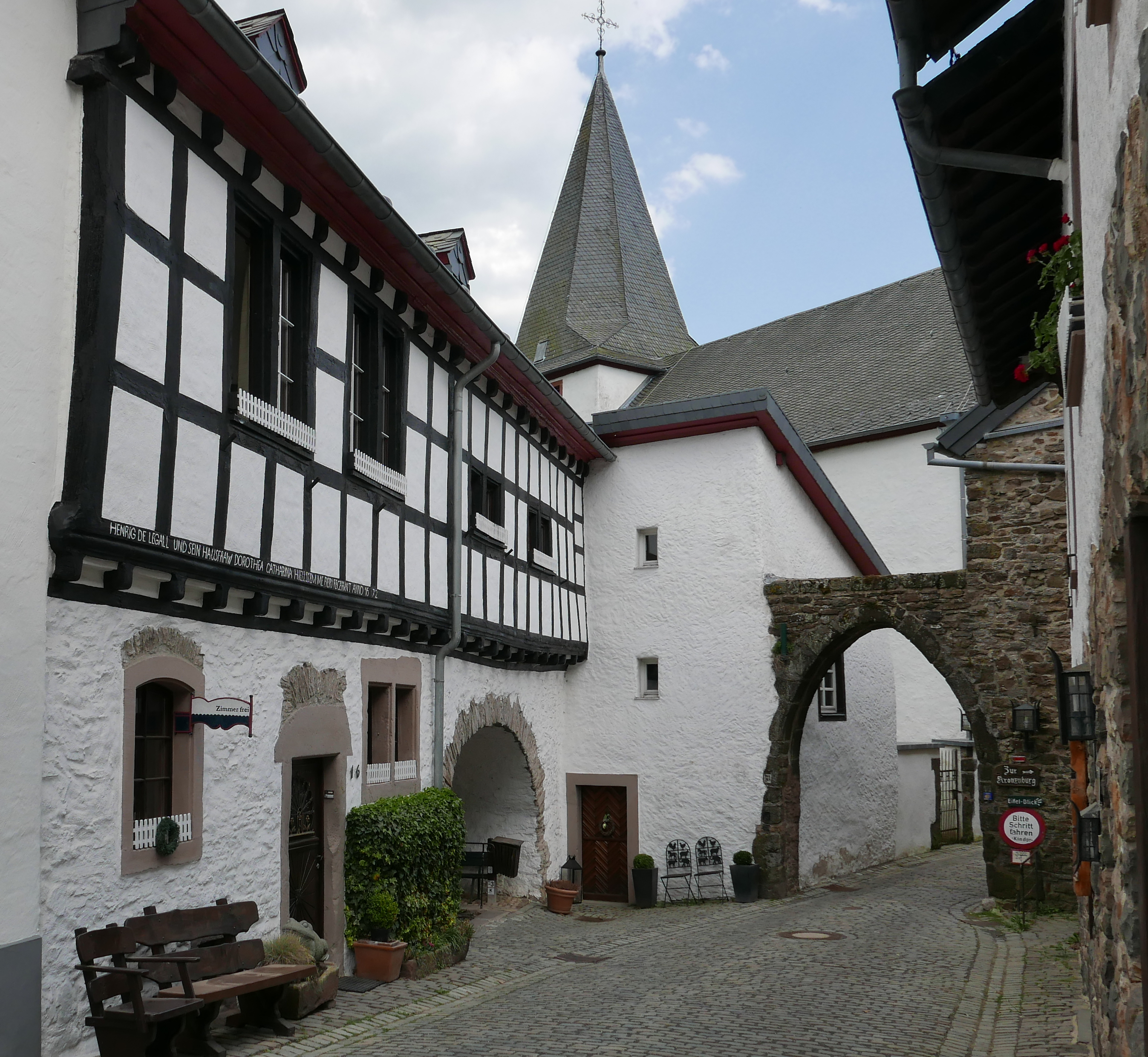
Mitteltor in Kronenburg (Dahlem (Nordeifel))
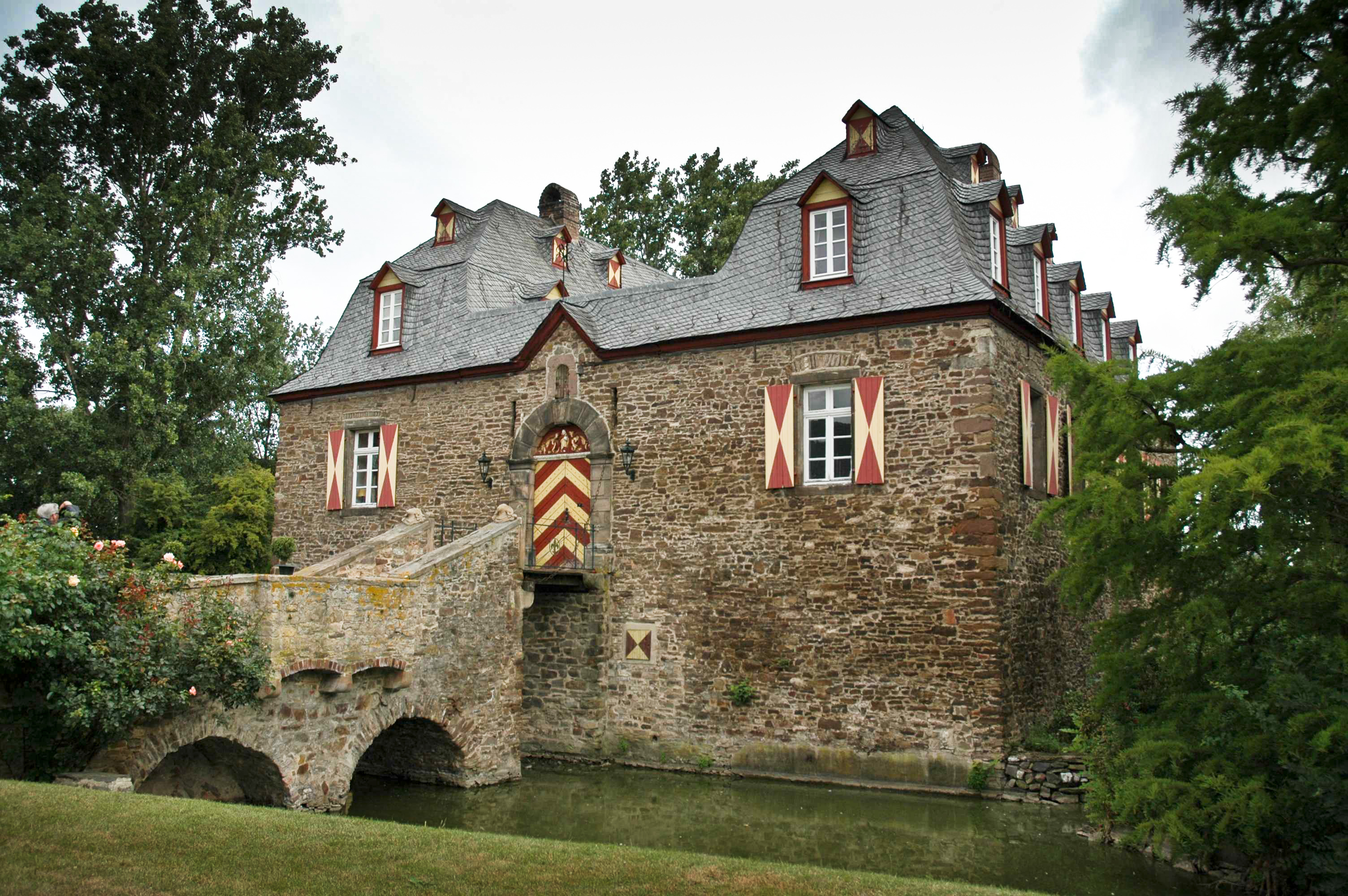
Kleeburg in Weidesheim (Euskirchen)
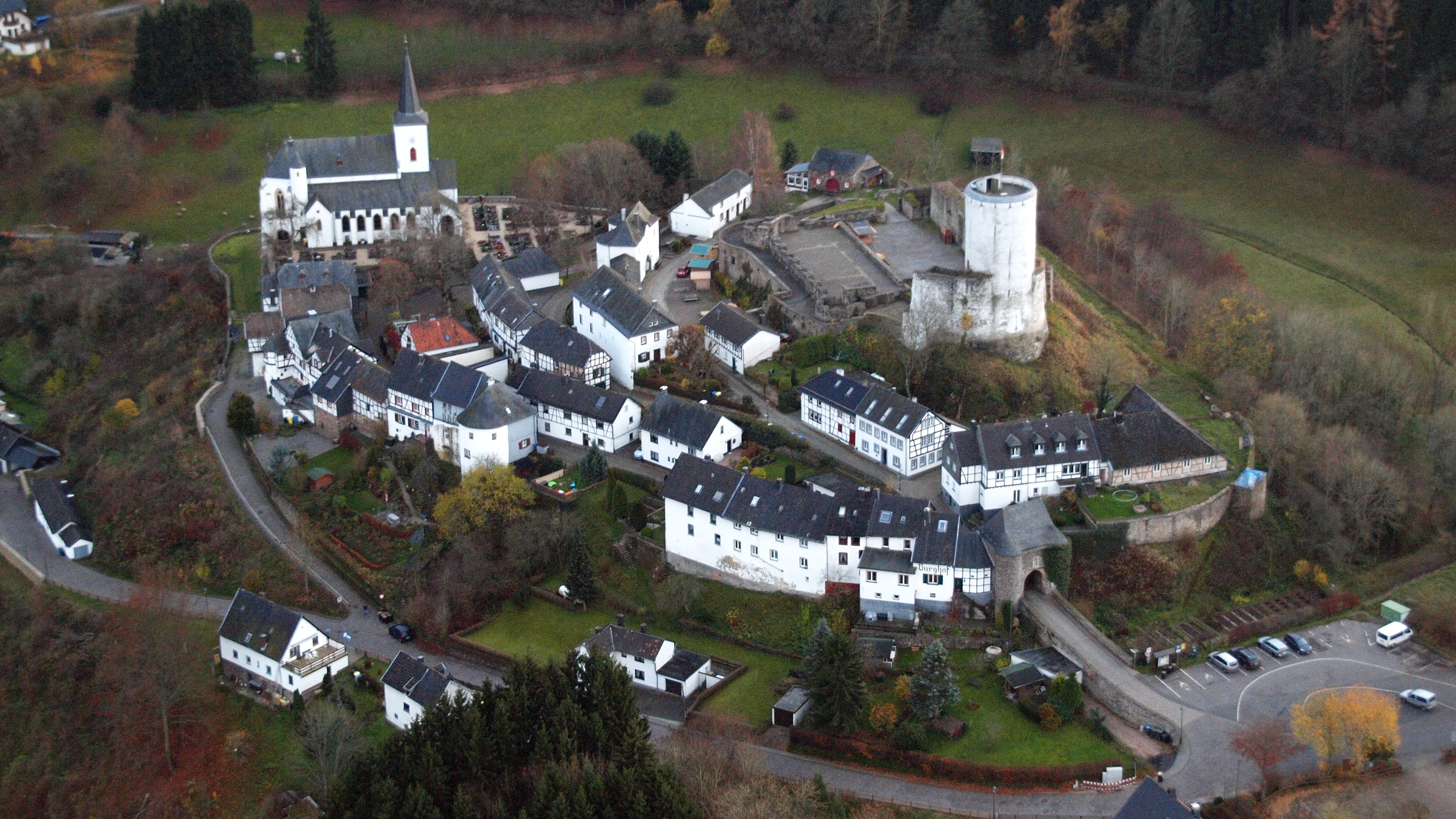
Burg Reifferscheid (Hellenthal)
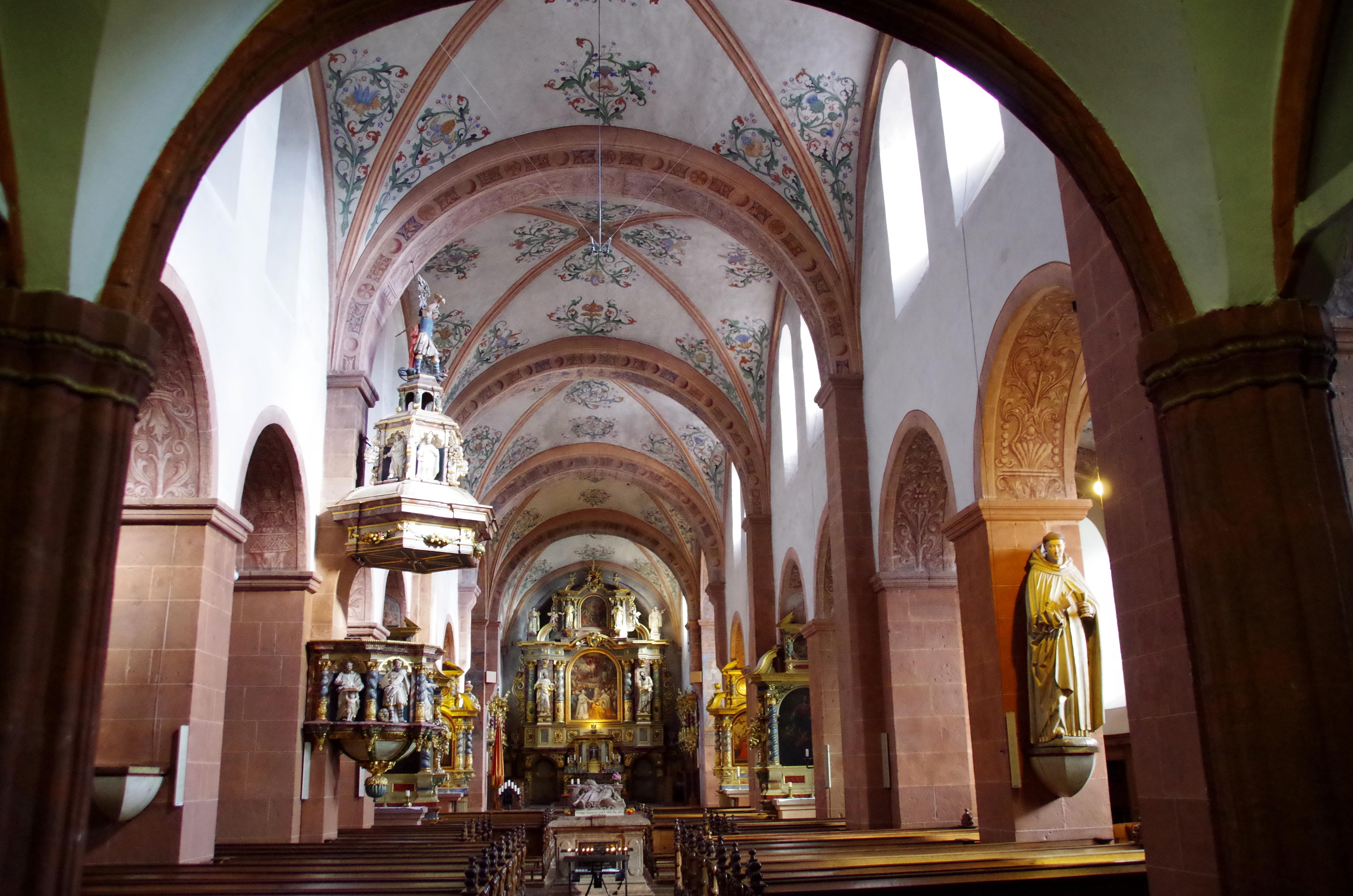
Kloster Steinfeld (Kall)
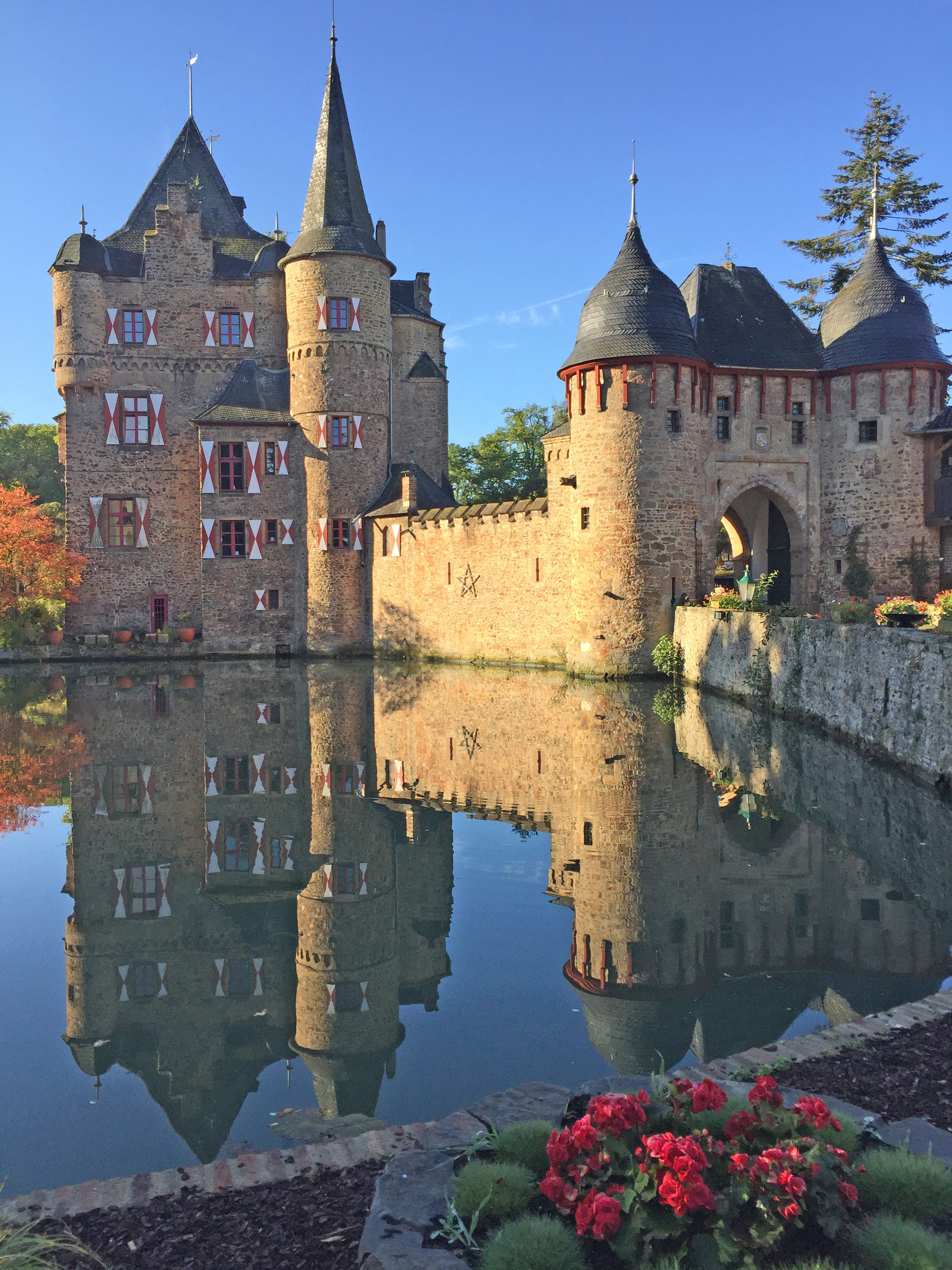
Burg Satzvey (Mechernich)
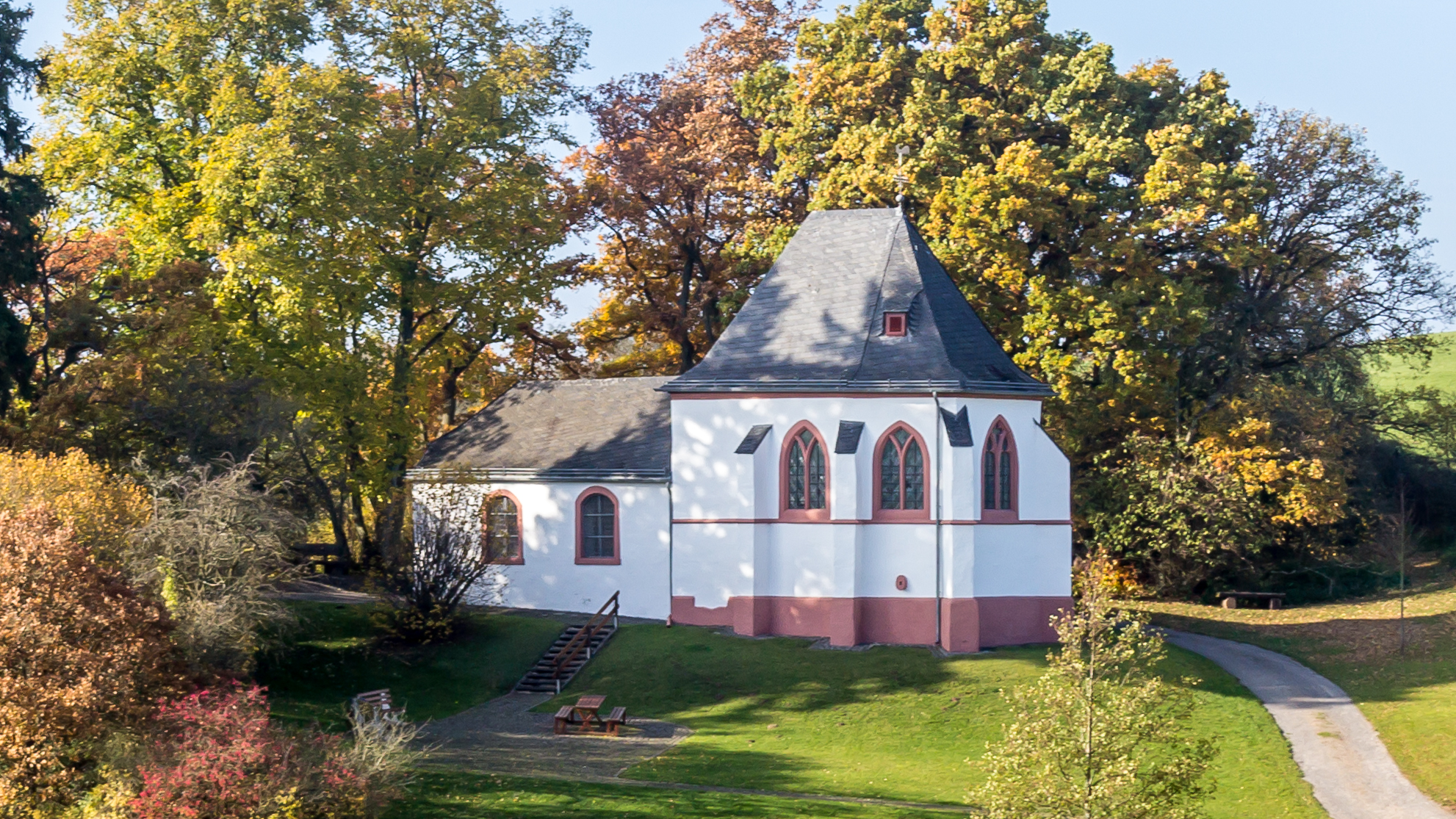
Ahekapelle (Nettersheim)
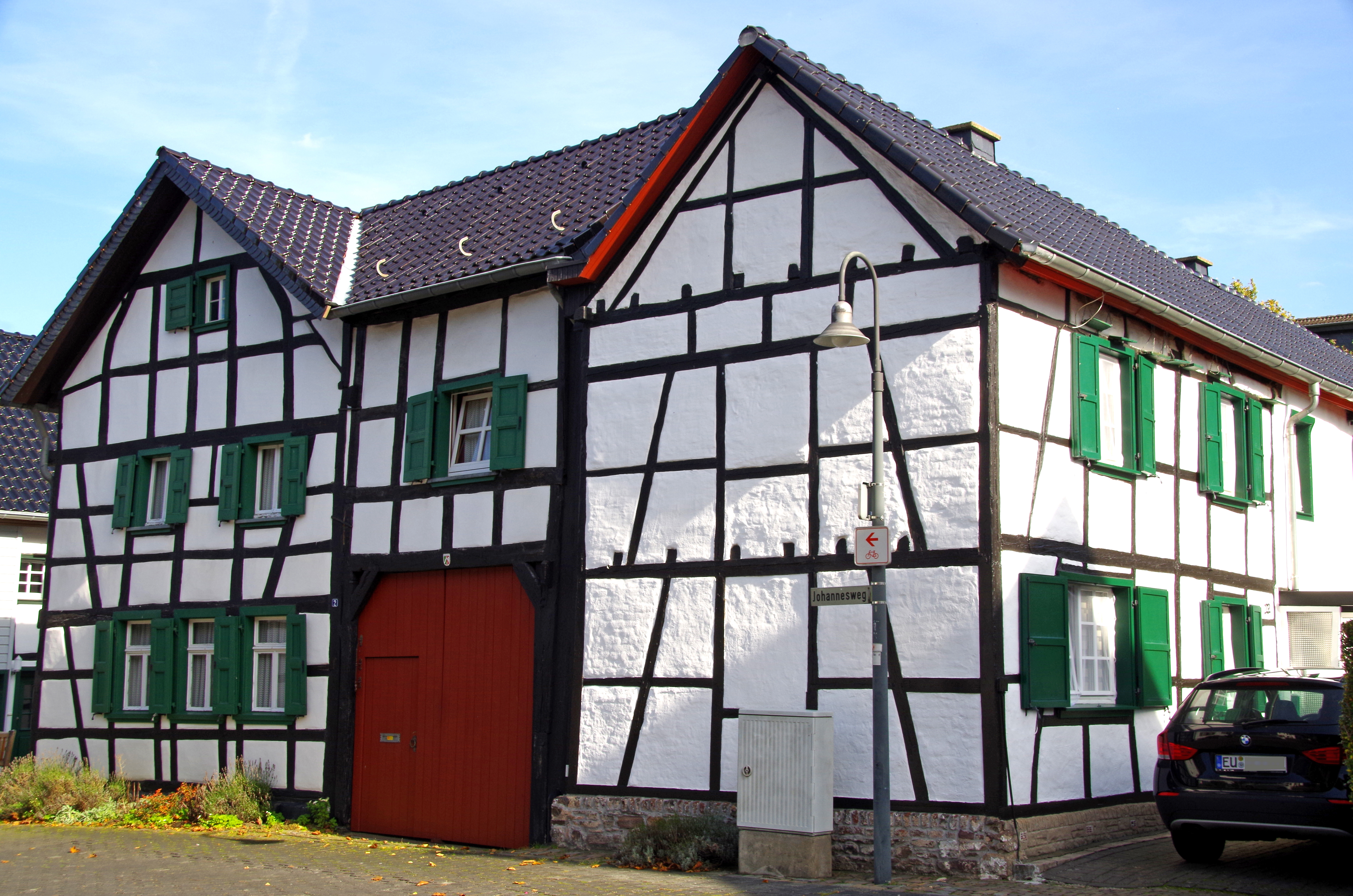
3-flügelige Hofanlage (Schleiden)
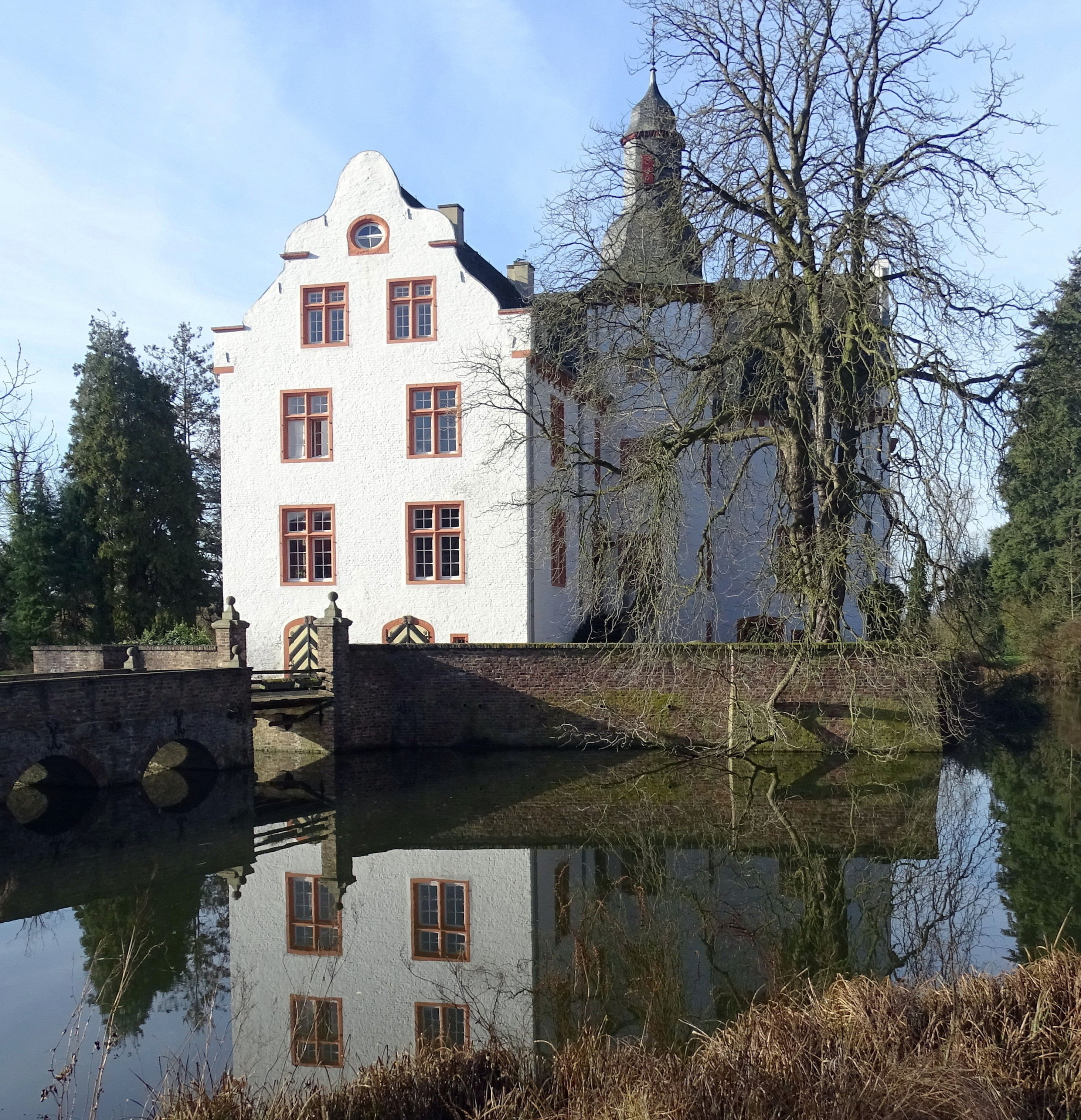
Wasserburg Metternich (Weilerswist)
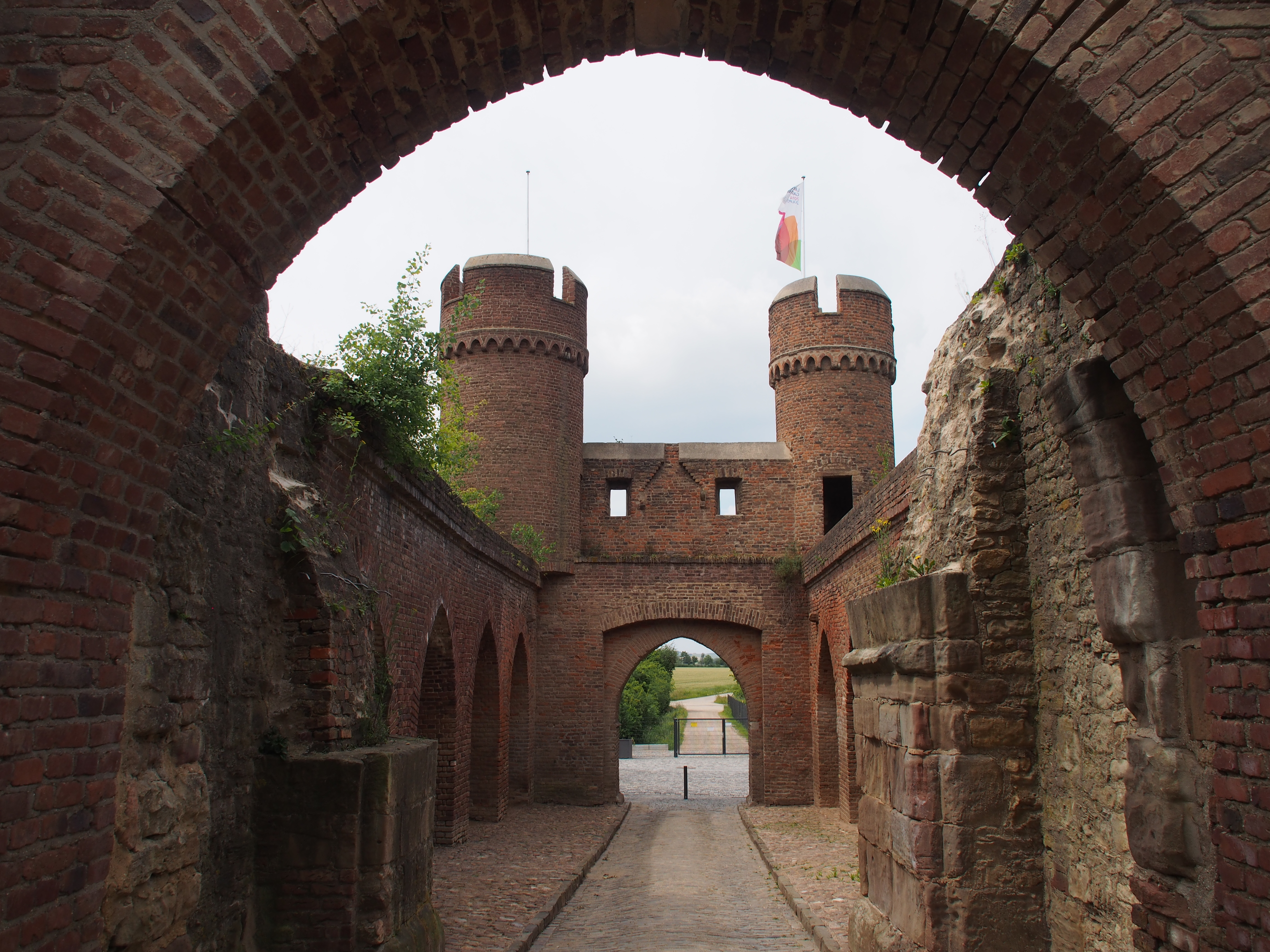
Weiertor (Zülpich)